# Wishin' and Hopin'
Wishin' and Hopin' è un brano musicale scritto da Hal David e Burt Bacharach, ed originariamente registrato da Dionne Warwick nel 1963. Il brano fu pubblicato come lato B del suo secondo singolo This Empty Place. La canzone in seguito fu inserita nell'album di debutto della cantante Presenting Dionne Warwick, nonché nel suo terzo lavoro Make Way for Dionne Warwick del 1964.
Il brano tuttavia rimane maggiormente conosciuto nella versione registrata nel 1964 da Dusty Springfield che raggiunse la sesta posizione della Billboard Hot 100.
La canzone fu in seguito registrata da numerosi altri artisti a partire dal gruppo The Merseybeats. Anche lo stesso Burt Bacharach la registrò per il proprio album di debutto Burt Bacharach Hitmaker! del 1965.
La compositrice Ani DiFranco ne interpretò una cover per la colonna sonora del film Il matrimonio del mio migliore amico. La versione del brano della DiFranco è stata inserita anche nella colonna sonora del film Austin Powers e scelta come accompagnamento musicale degli spot televisivi dei Baci Perugina.
La cantante australiana Stephanie McIntosh ha registrato una propria versione del brano nel suo album di debutto del 2006 Tightrope.